# Гельмут Гассе
Гельмут Гáссе (нім. Helmut Hasse; 25 серпня 1898 Кассель, Німецька імперія, — 26 січня 1979, Аренсбург, ФРН) — німецький математик. Працював в Галле, Марбурзі, Геттінгені та Берліні.
Вніс фундаментальний внесок в теорію алгебри чисел, теорію полів класів, відомі роботи по застосуванню p-адичних чисел до теорії локальних полів класів та діофантової геометрії (принцип Гассе), роботи про локальну дзета-функцію.

## Біографія
Після служби на флоті під час Першої світової війни навчався в Геттінгенському університеті, потім в Марбурзькому під керівництвом Курта Гензеля. У 1921 році захистив дисертацію, яка містила результат, відомий пізніше як теорема Гассе — Мінковського про квадратичні форми над числовим полем. Потім викладав в університетах Кіля, Галле і Марбурга. У 1934 році зайняв місце Германа Вейля в Геттінгені. За політичними поглядами був право-радикальних націоналістом, і намагався вступити до нацистської партії в 1937 році, але йому було відмовлено з огляду на його єврейські корені. Після війни повернувся до університету Геттінгена, але був звільнений британською адміністрацією. Після короткого перебування в Берліні Гассе з 1948 року влаштувався в Гамбурзі в якості професора.
Гассе співпрацював з багатьма математиками, зокрема, з Еммі Нетер і Ріхардом Брауером в роботах над простою алгеброю, з Гарольдом Девенпортом над сумами Гауса (співвідношення Гассе - Девенпорта) і з Джахітом Арфом над теоремою Гассе — Арфа, з Германом Вейлем (ввели дзета-функцію Гассе — Вейля, що грає істотну роль в завданні тисячоліття — в гіпотезі Берча — Свіннертона-Дайера), з Емілем Артіним (експонента Артіна — Гассе).